# Breidfeld
Breidfeld (Luxemburgs: Breedelt) is een plaats in de gemeente Weiswampach en het kanton Clervaux in Luxemburg.
Breidfeld telt 46 inwoners (2001).
In het dorp staat de Sint-Alfonskapel.

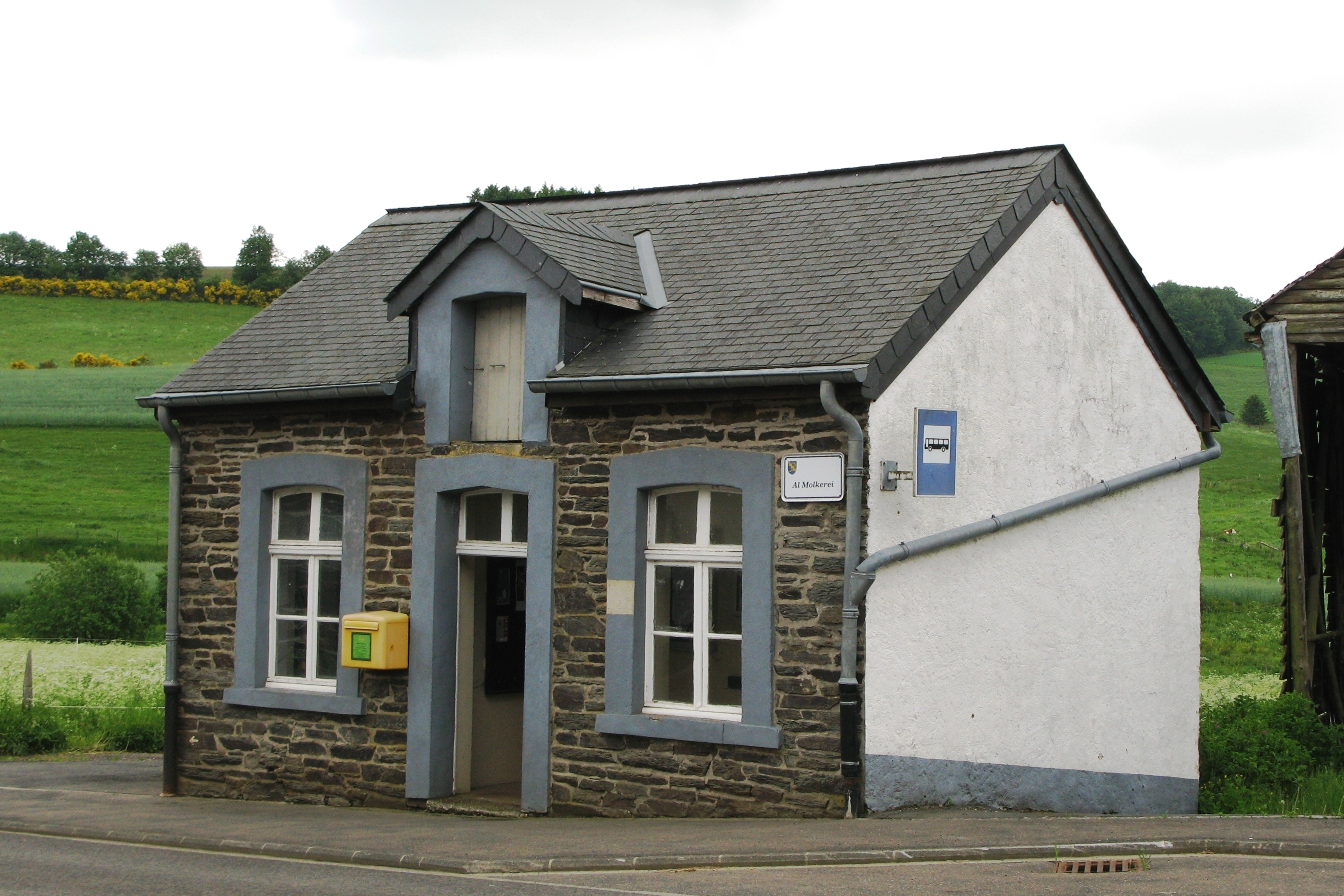
Molkerei Breidfeld

## Nabijgelegen kernen
Weiswampach, Holler, Maulusmillen, Heinerscheid
Beiler · Binsfeld · Breidfeld · Holler · Leithum · Maulusmühle · Wemperhardt

Luxemburgse gemeenten · Kanton Clervaux · Luxemburg